# Jüdische Gemeinde Kolinec
Die jüdische Gemeinde in Kolinec (deutsch Kolinetz, auch Kollinetz), Bezirk Okres Klatovy, Region Plzeňský kraj, Tschechien, ist zuverlässig seit 1654 belegt: die böhmische berní rula, das heißt die Steuerrolle von 1654, erwähnt zu diesem Zeitpunkt vier jüdische Personen in Kolinec, die gleiche Zahl wird für das Jahr 1724 sowie auch 1783 angegeben. Danach wuchs die Zahl der jüdischen Bevölkerung: 1793 wird über neun jüdische Familien mit 52 Personen berichtet, 1838 dann  über 16 Familien. Danach sank infolge Abwanderung ihre Zahl wieder: 1880 sind es nur 46 Personen (4 Prozent der Gesamteinwohnerzahl), 1921 20 Personen, 1930 nur vier Personen.
Die jüdische Gemeinde wurde nach 1918 der jüdischen Gemeinde in Klatovy angegliedert und bestand daher bis zur nationalsozialistischen Okkupation der Tschechoslowakei. Aus entsprechenden Berichten geht hervor, dass die nationalsozialistische Verwaltung des Protektorats Böhmen und Mähren insgesamt elf Personen in Konzentrationslager deportierte, was ein Missverhältnis angesichts der Zahl von vier Personen, die in der Gemeinde 1930 lebten, darstellt. Dies wird dadurch erklärt, dass die lokalen Behörden nach unterschiedlichen (schärferen) Merkmalen der Nürnberger Rassengesetze befanden, wer Jude ist.